# Chronologie du Troisième Reich
Il s'agit de la chronologie du Troisième Reich, sur la seule période 1933-1939 :
- pour la période précédente, voir la chronologie de la république de Weimar ;
- pour la période suivante, bien que le régime politique soit encore celui du Troisième Reich, voir la chronologie de la Seconde Guerre mondiale.

En fait, la Constitution de la république de Weimar n'a pas été révoquée pendant la période où Hitler a été chancelier puis Führer (1933-1945) : cette Constitution a donc perduré jusqu'en 1945.

## Année1933
- 30 janvier : Adolf Hitler est nommé chancelier par le président Hindenburg.
- 1er février : Dissolution du parlement (Reichstag) par le président Hindenburg.
- 4 février : le président von Hindenburg signe le décret (élaboré avant l'accession d'Hitler au pouvoir) « pour la protection du peuple allemand » permettant de suspendre les droits fondamentaux. Dernière édition du journal du SPD Vorwärts.
- 20 février 1933 : Réunion secrète organisée entre Adolf Hitler et 20 à 25 industriels à la résidence officielle du président du Reichstag Hermann Göring à Berlin, pour financer le parti nazi, gagner les élections législatives allemandes du 5 mars 1933 et prendre le pouvoir.
- 22 février : la SA, la SS et le Stahlhelm deviennent « police auxiliaire ».
  - Aussitôt commence un déferlement de violences contre les communistes.
- 27 février : Incendie du Reichstag

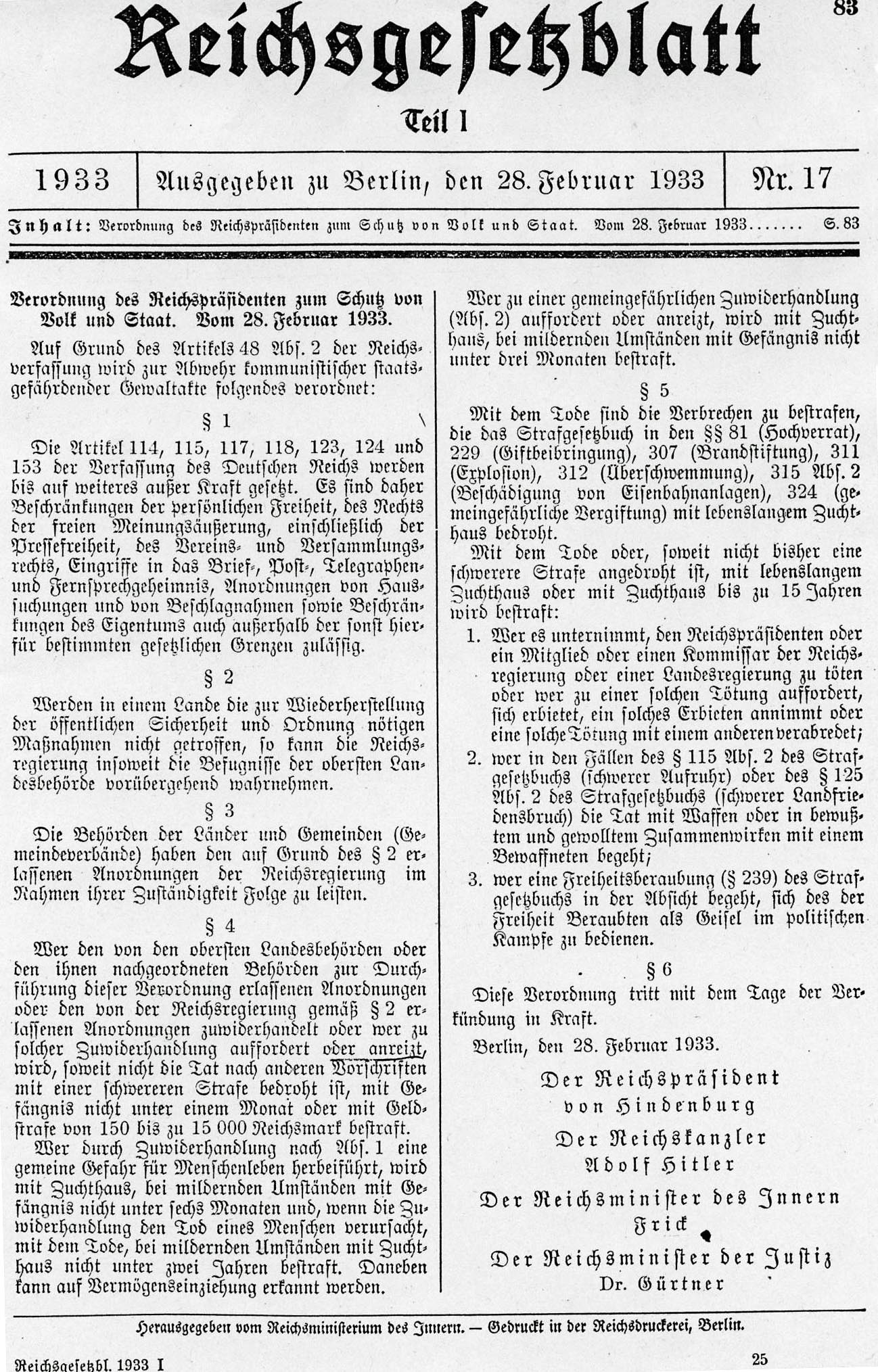
Reichstagsbrandverordnung, décret de l'incendie du Reichstag annulant les libertés civiles.

- 28 février : décret présidentiel « pour la protection du peuple et de l'État » (Reichstagsbrandverordnung)
  - Abrogation des droits fondamentaux : Début de la Gleichschaltung.
- 3 mars : arrestation d'Ernst Thälmann, chef du KPD (parti communiste).
- 5 mars : élections parlementaires au Reichstag.
  - Résultats : NSDAP 43,9 %, SPD 18,3 %, KPD 12,3 %, Zentrum 11,2 %, DNVP 8 %.
  - Le soir même du scrutin, les nazis prennent le contrôle de Hambourg, de Lübeck et de Hesse.
  - Du 6 au 9 mars, c'est le tour des Länder de Saxe, Wurtemberg, Bade et Bavière.
- 11 mars : Joseph Goebbels est nommé ministre de la propagande.
- 21 mars : Journée de Potsdam : 1re mise en scène de la propagande nazie de Joseph Goebbels
- 22 mars : ouverture du camp de concentration de Dachau, 1er camp de concentration allemand.
- 24 mars : vote du Reichstag, Hitler obtient les pleins pouvoirs pour quatre ans, par la « loi des pleins pouvoirs » (Loi allemande des pleins pouvoirs de 1933 ou Ermächtigungsgesezt)
  - À cette occasion, il obtient le soutien nécessaire du Zentrum, le parti du centre catholique, en réussissant à convaincre Ludwig Kaas.
  - Seul le SPD ose s'opposer.
  - La séance a lieu en présence de forces armées SA et SS.
- 29 mars : Déclaration de Fulda : Les évêques allemands lèvent l'incompatibilité pour des catholiques d'adhérer au parti national-socialiste.
- 30 mars : Mgr Preysing, archevêque de Munich, autorise les évêques à cesser « à l'heure qu'il est » l'opposition qu'ils ont manifesté au gouvernement (mais pas à la doctrine nationale-socialiste).
- 31 mars : début de la Gleichschaltung : « Mise au pas »[1] des Länder et de toute la société allemande.
- 1er avril : Début des violences anti-juives et boycott des magasins juifs.
- 7 avril : Loi sur la restauration de la fonction publique (en allemand : Gesetz zur Wiederherstellung des Berufsbeamtentums, GWB) promulguée le 7 avril 1933 :
  - Légalisation de l'élimination des juifs de la fonction publique.
  - Début de l'émigration juive ; à fin de l'année, 35 000 juifs auront quitté le pays.
- 7 avril : les biens du KPD (Parti communiste allemand) sont saisis et ses membres pourchassés.
- 26 avril : Hermann Göring fonde la Gestapo.
- 27 avril : le Stahlhelm (« Casque d'acier »), Freikorps d'extrême droite fusionne avec le NSDAP.
- 30 avril : le SPD se retire de l'Internationale
- 1er mai : le jour du travail devient « jour du travail national ».
- 2 mai : les locaux du syndicat ADGB sont occupés, ses biens sont saisis et ses dirigeants arrêtés.
- 10 mai :
  - Autodafé de Berlin : 20 000 livres sont brûlés.
  - Création du Deutsche Arbeitsfront.
- 22 juin : interdiction du SPD, suivie par celle des autres partis : Staatspartei, DVP, DNVP...
- 5 juillet : le Zentrum s'auto-dissout.
- 6 juillet : fin de la « révolution ».
  - Hitler déclare qu'il faut « conduire le courant incontrôlé de la révolution dans le lit tranquille de l'évolution ».
  - Premières frictions avec Ernst Röhm, le chef des SA, selon lequel après la « révolution nationale », il faut faire la « révolution national-socialiste ».
- 14 juillet : loi interdisant tout autre parti politique que le parti nazi[2]. Le NSDAP devient officiellement parti unique.
- 15 juillet : loi sur la cartellisation obligatoire.
- 20 juillet : signature du concordat avec l'Église catholique romaine, dans les termes négociés avec la République de Weimar. Il sera remis en vigueur après la guerre et gère toujours aujourd'hui les relations entre l'Allemagne et le Vatican.
- 14 octobre : l'Allemagne se retire de la Société des Nations.
- 12 novembre : « Élections » pour le renouvellement du Reichstag.
- 1er décembre : le NSDAP devient institution d'État.

## Année1934
- 8 janvier : inauguration d'une nouvelle usine de la Dehomag, utilisant la technologie de la mécanographie et des cartes perforées Hollerith.
- 20 janvier : loi du Führerprinzip d'organisation du travail national (Gesetz zur Ordnung der nationalen Arbeit vom 20. Januar 1934), ou Arbeitsordnungsgesetz (AOG)
- 30 janvier :
  - Suppression des Länder de la constitution de Weimar.
  - Loi sur l'organisation nationale du travail, supprimant les conventions collectives, et les remplaçant par des ordonnances tarifaires.
- 14 février : abolition du Reichsrat.
- Nuit du 29 au 30 juin : nuit des Longs Couteaux (en allemand : Röhm-Putsch)
  - Hitler fait éliminer ses opposants et ses rivaux, les chefs des SA, en particulier Ernst Röhm.
- 30 juin : baptême du cuirassé de poche Admiral Graf von Spee en violation du traité de Versailles.
- 2 août : mort du président du Reich, le maréchal Paul von Hindenburg.
- 19 août : après le décès du président von Hindenburg, Adolf Hitler devient « Führer et chancelier du Reich » à la suite d'un référendum plébiscite où il obtient 89 % des suffrages.
  - Fin de la république de Weimar
- 1er octobre : Hitler ordonne secrètement la création d'une nouvelle force aérienne et l'extension des forces navales et terrestres.

## Année1935
- 13 janvier : référendum en Sarre, 90,8 % de Sarrois sont favorables au rattachement à l'Allemagne.
- 17 janvier : La Société des Nations permet à l'Allemagne de récupérer, dès le 1er mars, la Sarre qui était sous sa tutelle depuis 1919.
- 16 mars : rétablissement du service militaire obligatoire en Allemagne, sans qu'aucun pays ne proteste.
  - La Reichswehr devient la Wehrmacht.
- 22 mars : premier programme régulier de télévision dans un pays européen.
- 18 juin : lancement du premier sous-marin allemand depuis la Première Guerre mondiale.
- 13 juillet : dissolution et confiscation des biens des associations de Témoins de Jéhovah.
- 17 août : dissolution des ordres francs-maçons.
- 15 septembre : Adoption des Lois de Nuremberg faisant du drapeau à croix gammée le drapeau national de l'Allemagne et privant les Juifs de leur citoyenneté et de leurs droits politiques.
- 18 octobre : loi sur la protection de la santé héréditaire de la Nation allemande (contre les existences qui ne méritent pas d'être vécues).

## Année1936
- 7 mars : Hitler viole les accords de Locarno en occupant la Rhénanie.
  - Remilitarisation de la Rhénanie : l'Allemagne installe des troupes en violation du traité de Versailles et du pacte de Locarno.
- 29 mars : élections législatives allemandes de 1936 dont le but est d'obtenir l'adhésion populaire à la remilitarisation de la Rhénanie.
- 6 juin : circulaires en Allemagne contre les Tziganes.
- 16 juillet : création par les nazis du premier camp de Tziganes à Marzahn.
- 1er août : ouverture des Jeux olympiques de Berlin.

## Année1937
- 30 janvier : le Reichstag reconduit les pleins pouvoirs d'Adolf Hitler pour quatre ans.
- 26 avril : les éléments de la légion Condor bombardent Guernica. L'aide italienne et allemande au camp de Franco va être déterminante pour la maîtrise des airs dans la guerre civile, et entraîner les pilotes.
- 6 mai : Catastrophe du Hindenburg à Lakehurst (États-Unis) : le zeppelin s'enflamme et cause 36 morts.
- 12 juin : ordonnance secrète de Reinhard Heydrich, prolongeant en « détention de sûreté » les peines des criminels juifs.
- 20 juin : lettre ouverte des Témoins de Jéhovah au peuple allemand, qui déclenche une répression accrue.
- 1er juillet : arrestation du pasteur luthérien Martin Niemöller en Allemagne. Il restera en camp de concentration jusqu’en 1945.
- 5 août : par circulaire de la Gestapo, les Témoins de Jéhovah objecteurs de conscience sont placés en camp de concentration à l’issue de leur peine.
- 14 mars : encyclique Mit brennender Sorge du pape Pie XI condamnant les persécutions religieuses dans l’Allemagne nazie.
- En décembre, ouverture du premier camp de concentration réservé aux femmes à Lichtenburg.

## Année1938
- 26 janvier : la Gestapo est chargée par Himmler d’interner les « réfractaires au travail ».
- 4 février : Adolf Hitler prend le commandement de la Wehrmacht.
- 13 mars : Anschluss.
  - Hitler proclame l’annexion de l’Autriche à l’Allemagne (11-13 mars).
  - L’Autriche est réduite à la condition de simple « marche » du Reich, l’Ostmark, administrée par un Statthalter, gouverneur dépendant de Berlin.
  - Les réactions de la France et du Royaume-Uni se limitent à une protestation verbale.

- 30 septembre : par les accords de Munich la France et la Grande-Bretagne cèdent aux revendications de Hitler sur les territoires germanophones des Sudètes, scellant par la même le sort de la Première République tchécoslovaque
- 27 octobre : début de la Polenaktion
- 9 novembre : Nuit de Cristal.

## Année1939
- 15 mars : l'Allemagne occupe la Tchécoslovaquie. La Bohème-Moravie devient un protectorat, la République Slovaque formellement indépendante devient un État satellite de l'Allemagne nazie.
- 22 mars : Adolf Hitler contraint la Lituanie à lui céder Memel.
- 28 avril : Hitler dénonce l'accord naval germano-britannique et l'accord germano-polonais.
- 22 mai : Pacte d'Acier italo-allemand.
- 19 août : Accord commercial germano-soviétique de 1939
- 22 août : Pacte germano-soviétique, appelé aussi Pacte Molotov-Ribbentrop.
- 1er septembre : Invasion de la Pologne par l'Allemagne
  - Début de la Seconde Guerre mondiale, la France et le Royaume-Uni déclarent la guerre à l'Allemagne.
- 17 septembre : Invasion de la Pologne par l'URSS, après la fuite du gouvernement du pays et la fin de l´incident de frontière, qui opposa l'Union soviétique à l'empire du Japon du 11 mai au 16 septembre 1939 (bataille de Khalkhin Gol).
- 28 septembre : les SS demandent au gouvernement allemand de faire porter l'étoile jaune aux juifs.

- Voir aussi Septembre 1939
- Pour la suite, voir Chronologie de la Seconde Guerre mondiale.